# Lijst van voetbalinterlands Bahrein - Irak (vrouwen)
Deze lijst van voetbalinterlands is een overzicht van alle officiële voetbalinterlands tussen de nationale vrouwenteams van Bahrein en Irak. De landen hebben tot nu toe twee keer tegen elkaar gespeeld.

## Wedstrijden
| № | Plaats    | Datum          | Competitie                                | Wedstrijd      | Uitslag |
| - | --------- | -------------- | ----------------------------------------- | -------------- | ------- |
| 1 | Abu Dhabi | 3 oktober 2011 | West-Aziatisch kampioenschap 2011         | Bahrein − Irak | 12 − 0  |
| 2 | Doesjanbe | 12 april 2017  | Aziatisch kampioenschap 2018 kwalificatie | Bahrein − Irak | 4 − 0   |

## Samenvatting
| Competitie                           | Totaal gespeeld | Winst Bahrein | Gelijk | Winst Irak | Doelsaldo Bahrein – Irak |
| ------------------------------------ | --------------- | ------------- | ------ | ---------- | ------------------------ |
| Aziatisch kampioenschap kwalificatie | 1               | 1             | 0      | 0          | 4 − 0                    |
| West-Aziatisch kampioenschap         | 1               | 1             | 0      | 0          | 12 − 0                   |
| Totaal                               | 2               | 2             | 0      | 0          | 16 − 0                   |